# Callimoxys gracilis
Callimoxys gracilis ist ein Käfer aus der Familie der Bockkäfer und der Unterfamilie Cerambycinae. Die Gattung Callimoxys ist in Europa nur mit der Art Callimóxys Callimoxys gracilis vertreten. Weltweit werden bei GBIF acht Arten der hauptsächlich in Nordamerika vertretenen Gattung angegeben.

## Bemerkungen zum Namen
| |                                                                 |
| Abb. 1: Männchen und Weibchen, Farbdruck bei Jacobson, 1905                                                               | Abb. 2: Kopf, rechts gefärbt: grün: Längsrunzeln blau: Erhebung |
| |                                                                 |
| Abb. 3: blau gefärbt: Auge, grüne Pfeilspitze auf zweites Fühlerglied, orangerote Strecke: Länge des dritten Fühlerglieds |                                                                 |
| |                                                                 |
| Abb. 4: Halsschild, rechts teilweise gefärbt grün: Längskiel, rot: Abschnürung vorn und hinten blau: Schwiele             |                                                                 |
| |                                                                 |
| Abb. 5: rechte Hinterschiene von oben (blau: Schenkel, grün: Tarsus)                                                      |                                                                 |

Die Art wurde erstmals 1832 unter dem Namen Stenopterus gracilis von Brullé beschrieben. Die Käfer wurden im Rahmen der Morea-Expedition im Wald von Koubeh (hinter Pilos (Navarino) an der Straße nach Kalamata) auf Blüten gefunden. Brullé vermutete bereits bei der Beschreibung, dass es sich dabei nur um Weibchen handelte. Der Gattungsname Stenópterus ist von altgriechisch στενός stenós, deutsch ‚eng,  schmal‘ und πτερόν pterón, deutsch ‚Flügel, Flügeldecke‘ abgeleitet und weist auf die auseinanderklaffend spitz endenden Flügeldecken hin. Die Gattung Callimoxys wurde 1863 von Kraatz von der Gattung Stenopterus abgespalten, weil das Klaffen der Flügeldecken bereits vor der Mitte der Flügeldecken beginnt und die Innenränder der Flügeldecken noch stärker schräg gestellt sind und spitzer enden als bei Stenopterus. Entsprechend wählte Brullé den Gattungsnamen Callimóxys (von altgriechisch κάλλιμος kállimos, deutsch ‚schön‘ und οξύς oxýs, deutsch ‚spitz‘ abgeleitet). Das Artepitheton gracilis von lat. „grácilis, e“ für „schlank, zierlich“ weist auf den Körperbau hin.

## Beschreibung des Käfers
Die männlichen Käfer sind völlig schwarz, bei den Männchen kann der Halsschild leicht grünlich glänzen. Bei den Weibchen ist der Halsschild braunrot, (Abb. 1) in der Regel vorn und hinten schwarz gerandet und gelegentlich mit einem schwarzen Längsstreifen. Die Käfer werden sieben bis elf Millimeter lang, die Weibchen sind durchschnittlich größer als die Männchen.
Der Kopf ist stark punktiert. Er trägt zwischen den Augen einige Längsfurchen (in der rechten Hälfte von Abb. 2 grün getönt). Davor befindet sich eine Erhöhung (in der rechten Hälfte von Abb. 2 blau getönt), Sie ist glatt mit wenigen tief eingestochenen Punkten. Die elfgliedrigen Fühler reichen etwa bis zur Mitte der Flügeldecken. Das Basisglied der Fühler ist sehr dick, das zweite Glied (grüner Pfeil in Abb. 3) ist ringförmig. Das dritte Fühlerglied ist kürzer als das vierte (orangerote Strecken in Abb. 3 je gleich lang wie 3. Glied). Die Fühler tragen einige abstehende Haare und eine sehr kurze helle Behaarung. Direkt hinter der Einlenkung der Fühler liegt eine glatte glänzende Fläche. Diese wird nach hinten durch die schmalen, nierenförmigen Augen (blau in Abb. 3) begrenzt.
Der Halsschild ist länger als breit und verschmälert sich nach vorn stärker als nach hinten. Am schwarzen Vorder- und Hinterrand ist er stark eingeschnürt, besonders am Vorderrand (rechte Hälfte in Abb. 4 rot getönt). Er trägt einen Längskiel (rechte Hälfte in Abb. 4 grün getönt) und seitlich je eine erhabene glatte Schwiele (rechte Hälfte in Abb. 4 blau getönt). Die Schwielen haben die Form eines nach innen geöffneten Bumerangs, der hintere Teil ist stärker ausgebildet als der vordere und zu diesem leicht abgewinkelt. Mit Ausnahme dieser Schwielen und dem Längskiel ist der Halsschild grob punktiert.
Das dreieckige Schildchen ist schwach punktiert und stark behaart.
Die grob punktierten Flügeldecken sind flach, die Schulterbeulen kräftig ausgebildet. Die abfallenden Seiten sind durch eine erhabene Kante abgegrenzt, die an der Schulterbeule entspringt und sich bis zum Ende der Flügeldecken fortsetzt. Die Flügeldecken beginnen schon in der vorderen Hälfte auseinander zu klaffen. Gegen das Ende werden sie sehr schmal. Sie erreichen annähernd das Körperende.
Die Beine sind relativ schmal und stark punktiert. Die Schenkel sind zur Schiene hin keulig verdickt, die Vorderschenkel eher weniger als die Hinterschenkel. Die Spitze der Hinterschenkel überragt die Spitzen der Flügeldecken. Die Schienen der Hinterbeine sind am Außenrand gezähnt (Abb. 5), was die Gattung von nah verwandten Gattungen unterscheidet.
Das letzte Hinterleibssegment endet beim Männchen seicht ausgeschnitten, beim Weibchen ist es länger und endet dreieckig vorgezogen.

## Biologie
Die wärmeliebenden, tagaktiven Käfer findet man von April bis Juli auf blühenden Büschen (Weißdorn, Wildrosen). Sie bewohnen Areale mit spärlicher Vegetation, etwa verlassenen Obstgärten oder Waldränder. Sie entwickeln sich in trockenen Ästen verschiedener Laubbäume oder in abgestorbenen Büschen (Eichen, Christusdorn, Prunus …) bevorzugt in der Wipfelregion. Der Lebenszyklus beträgt ein bis zwei Jahre.

## Verbreitung
Man findet die Art in Südosteuropa (Griechenland, Nordmazedonien, Moldawien, Kroatien, Serbien, Bosnien, Herzegowina, Bulgarien, Rumänien, Ungarn, Slowenien, der Ukraine und der Slowakei). Das Verbreitungsgebiet erstreckt sich weiter östlich über die Türkei und den Nahen Osten bis nach Transkaukasien und den Iran.